# اوتلی (آیووا)
اوتلی (به انگلیسی: Otley) یک منطقهٔ مسکونی در ایالات متحده آمریکا است که در شهرستان ماریون، آیووا واقع شده‌است. اوتلی ۲۶۷٫۹۲ متر بالاتر از سطح دریا واقع شده‌است.